# Toxoproctis alticosmia
Toxoproctis alticosmia är en fjärilsart som beskrevs av Holloway 1999. Toxoproctis alticosmia ingår i släktet Toxoproctis och familjen tofsspinnare. Inga underarter finns listade i Catalogue of Life.